# 新富温泉
新富温泉（しんとみおんせん）は、宮崎県児湯郡新富町にある温泉。

## 泉質
- 含ヨウ素-ナトリウム・カルシウム-塩化物泉
  - 泉温　56.7℃
- 無味無臭・無色透明。源泉は施設から4キロほどの距離にある。

## 温泉地
新富町市街地の一角に、日帰り入浴施設「新富町温泉健康センター　サン・ルピナス」が1軒存在するのみ。
施設の支配人は温泉ソムリエの資格を持っている。
他にこの温泉を利用した施設はない。施設内の売店では、地元野菜や源泉を使った化粧水が販売されている。

## 歴史
- 1989年9月（平成元年）- 「サン・ルピナス」開業。
- 2017年（平成29年）- 露天風呂をリニューアルオープン[2]

## アクセス
- JR日豊本線・日向新富駅より徒歩7分。
- 東九州自動車道西都ICから県道18号経由、車で15分。

## 周辺
- 航空自衛隊新田原基地
- ユニリーバスタジアム新富 - テゲバジャーロ宮崎本拠地（Jリーグ）